# Milesia tigris
Milesia tigris är en tvåvingeart som beskrevs av Heikki Hippa 1990. Milesia tigris ingår i släktet Milesia och familjen blomflugor. Inga underarter finns listade i Catalogue of Life.